# 疟鬼
疟鬼，是中国迷信的妖怪，认为疟疾是鬼怪在作祟。

## 介绍
在《太平广记》、《太平御览》和《子不语》中，有记载疟鬼能以小儿、鸟或妇人的形象出现在睡着的人前面。然后回靠近或抚摸人的身体，让人发疟来，如果赶走他就会慢慢好转。
民间会为此造庙供奉疟鬼。另外有种叫“避疟”的风俗，就是在疟疾发作前，先躲到庙宇或其他人家里避难，以躲避疟鬼到家里。在《闽杂记》中记载江西有个叫高福的人会用“断疟符”来防治疟疾。

## 出处
晋·干宝《搜神记》卷十六：“昔颛顼氏有三子，死而为疫鬼：一居江水，为疟鬼；一居若水，为魍魉鬼；一居人宫室，善惊人小儿，为小鬼。”
《汉官六种·汉旧仪·补遗》“颛顼氏有三子，生而亾去为疫鬼。一居江水为疟鬼，一居若水为魍魉魊鬼，一居人宫室区隅，善惊人小儿，为小儿鬼。于是以岁十二月使方相氏蒙虎皮，黄金四目，玄衣丹裳，执戈持盾，帅百吏及童子而时傩，以索室中，而殴疫鬼”。
唐·韩愈《谴疟鬼》诗：“如何不肖子，尚奋疟鬼威。”
宋·陆游《病疟两作而愈》诗：“久出天魔境，胡为疟鬼来。”
老舍《龙须沟》第一幕：“到药王庙去烧股香，省得疟子鬼儿老跟着您！”
《太平圣惠方》卷五十二：“鬼疟者，由邪气所为也。其发作无时节，或一日三两度寒热，或两日一度发动，心神恍惚，喜怒无恒，寒则颤掉不休，热则燥渴不止，或差而复作，或减而更增，经久不痊，连绵岁月，令赢瘦也。”
《三因极一病证方论》卷六：“病者寒热日作，梦寐不详，多生恐惧，名曰鬼疟。”
《医宗金鉴》卷四十二：“鬼疟亦多在夜发，由尸气注之。比三阴疟疾则夜多恶梦，时生恐怖。”治用麝香丸、苏合香丸等。